# V-dag

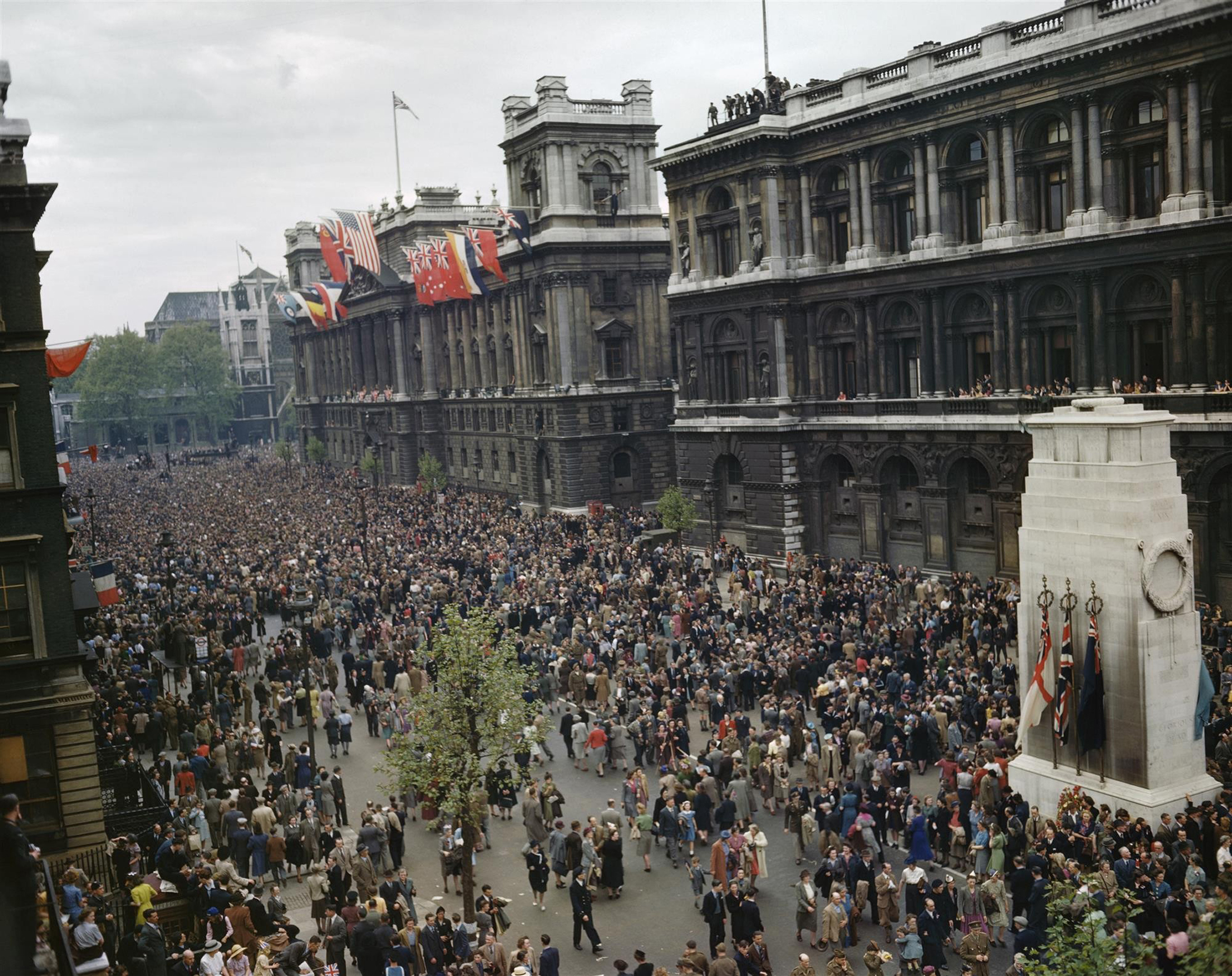
V-dag in Londen.

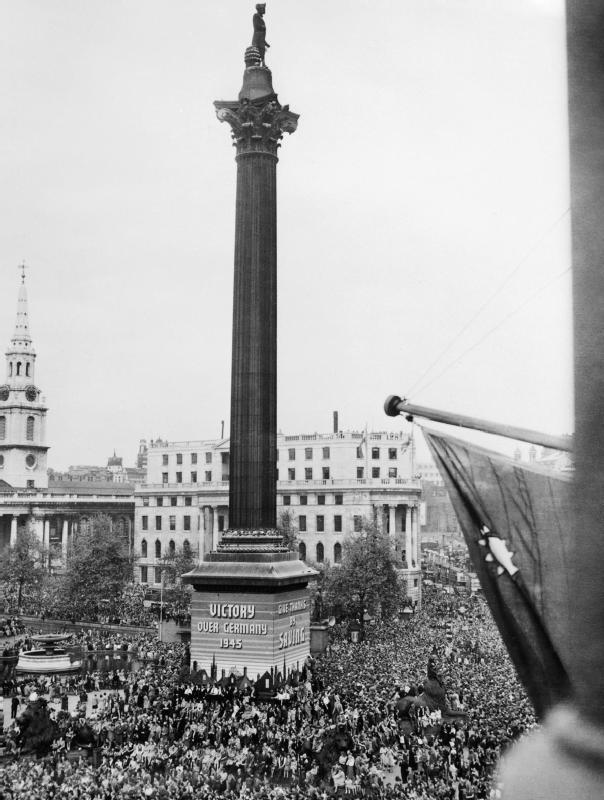
Viering van de overwinning op 8 mei 1945 in Londen.

V-dag (in het Engels Victory in Europe Day, afgekort VE-day) is de jaarlijkse viering van de overwinningsdag waarop nazi-Duitsland op 8 mei 1945 officieel capituleerde. In voormalige Oostbloklanden wordt 9 mei als Dag van de Overwinning gevierd omdat door het lokale tijdsverschil de capitulatie in de Sovjet-Unie de volgende morgen inging.

## België
8 mei was tot 1974 een officiële feestdag in België om de capitulatie van nazi-Duitsland te vieren.

## Nederland
In Nederland vindt de viering van de bevrijding plaats op 5 mei op Bevrijdingsdag. Deze wordt voorafgegaan door de Nationale Dodenherdenking op 4 mei.

## Andere landen
- Verenigd Koninkrijk: als Victory in Europe Day
- Kanaaleilanden: als Victory in Europe Day: Jersey en Guernsey (9 mei), Sark (10 mei)
- Frankrijk: als Victoire 1945
- Noorwegen: als Frigjøringsdagen (Bevrijdingsdag)
- Denemarken: (5 mei) als Befrielsen (De bevrijding)
- Nederland: (5 mei) als Bevrijdingsdag
- DDR: als Tag der Befreiung (Dag van de Bevrijding), een officiële feestdag van 1950 tot 1966 en in 1985. In 1975 als Tag des Sieges (Overwinningsdag (9 mei)).
- Polen: als Dzień Zwycięstwa (Overwinningsdag)
- Tsjechië: als Den vítězství (Overwinningsdag) of Den osvobození (Dag van de Bevrijding)
- Slowakije: als Deň víťazstva nad fašizmom (Overwinning-over-fascismedag)
- Oekraïne: (8 en 9 mei) День Пам'яті (Herdenkingsdag)
- Wit-Rusland: (9 mei) Дзень Перамогі (Overwinningsdag)
- Rusland: (9 mei) День победы (Overwinningsdag)
- Kazachstan: (9 mei) als Жеңіс күні of День победы (Overwinningsdag)
- Italië: (25 april) Festa della Liberazione (Bevrijdingsfeestdag).

In Europa was de Tweede Wereldoorlog in mei 1945 afgelopen, maar hij werd pas wereldwijd op 15 augustus 1945 beëindigd met de overgave van Japan als laatste asmogendheid. De formele, schriftelijke capitulatie van Japan vond plaats op 2 september 1945.